# Mangora herbeoides
Mangora herbeoides là một loài nhện trong họ Araneidae.
Loài này thuộc chi Mangora. Mangora herbeoides được Friedrich Wilhelm Bösenberg & Embrik Strand miêu tả năm 1906.